# دهستان چهارده سنخواست
دهستان چهارده سنخواست نام دهستانی در بخش جلگه سنخواست شهرستان جاجرم، استان خراسان شمالی در ایران است. براساس سرشماری مرکز آمار ایران در سال ۱۳۸۵، جمعیت آن ۲۲۵۷ نفر (۶۴۵ خانوار) بوده است.